# Снядек, Януш
Януш Юзеф Снядек (пол. Janusz Józef Śniadek; 26 мая 1955, Сопот) — польский профсоюзный деятель, участник протестного движения 1980-х годов, третий председатель профобъединения «Солидарность» (2002—2010).

## Судостроитель, подпольщик, профорг
Окончил судостроительный факультет Гданьского технологического университета. Магистр машиностроения. Работал в Гдыне на судоверфи имени Парижской Коммуны. В 1981 присоединился к движению «Солидарность». В период военного положения редактировал подпольный бюллетень профсоюза.
После релегализации «Солидарности» с 1989 по 1998 был председателем профорганизации на судоверфи в Гдыне. В 1992—1995 — член руководства «Солидарности» агломерации Труймясто (Гданьск, Гдыня, Сопот). В 1995 избран в Национальную комиссию «Солидарности», в 1997 — заместитель председателя профобъединения. В 1998 году возглавил профцентр в Труймясто. Много сделал для развития в регионе социальной сферы, особенно здравоохранения.

## Председатель «Солидарности»
27 сентября 2002 года избран председателем «Солидарности», сменив Мариана Кшаклевского. Переизбран на этот пост в 2006 году.
Снядек в целом продолжил курс Валенсы и Кшаклевского, поддерживая правоконсервативные силы. На президентских выборах 2005 года «Солидарность» поддерживала кондидатуру Леха Качиньского, в 2010 году — Ярослава Качиньского (ситуация упрощалась отсутствием у Снядека личностных конфликтов с братьями, характерных для Валенсы).
Под руководством Снядека «Солидарность» дистанцировалась от электоральной политики и прекратила непосредственное участие в выборах. Этот курс оправдал себя: в 2005—2010 годах у власти находилась поддерживаемая профсоюзом партия Право и справедливость (PiS). Идеологически Снядек стоит на консервативно-католических позициях. Критиковал проект Европейской конституции из-за отсутствия в нём упоминания о христианских корнях европейской цивилизации.
Период председательства Януша Снядека в целом был успешным для профсоюза. «Солидарность» во многом восстановила позиции, утраченные на рубеже 1990—2000-х годов. Сейм утвердил инициированные «Солидарностью» поправки в Трудовой кодекс. В 2002—2003 кампания забастовок и манифестаций вынудила правительство отказаться от ряда запланированных банкротств угледобывающих и металлургических предприятий. При серьёзных потерях для коллектива всё же удалось сохранить производство на принципиально важной для «Солидарности» Гданьской судоверфи.
Главной социальной задачей Януш Снядек определял борьбу с безработицей, недопущение массовых увольнений (соответствующее заявление было сделано, в частности, в апреле 2006 на конференции в Санкт-Петербурге).
Политическая атака «Солидарности» на правительство СДЛС закончилось победой профсоюза и приходом к власти PiS.

## Политик и депутат
21 октября 2010 года новым председателем «Солидарности» был избран Пётр Дуда. Неудача Снядека была связана с поражением кандидата PiS Ярослава Качиньского на президентских выборах. Уступив председательский пост, Шнядек остался влиятельным членом национального руководства профсоюза переключился на партийную политику.
На парламентских выборах 2011 года Януш Снядек был избран в сейм от «Права и справедливости». Возглавляет партийную организацию PiS в Гдыне. Занимается социально-экономической проблематикой. Участвует в мероприятиях памяти рабочих, погибших в декабре 1970 года.
Критиковал политику Гражданской платформы и правительства Дональда Туска как антисоциальную и авторитарную. Осенью 2013 года, на фоне массовых выступлений «Солидарности», Януш Снядек выступил за роспуск сейма и проведение досрочных выборов.
Вновь избран депутатом сейма от PiS на выборах 2015 года.